# 외계 우뢰용
"외계 우뢰용"은 대한민국에서 제작된 방순덕 감독의 1987년대 영화이다. 김형곤 등이 주연으로 출연하였고, 박해선 등이 제작에 참여하였다.

## 출연

### 주연
- 김형곤 ... 뚱보 역
- 서원섭 ... 민 역
- 박창선 ... 훈 역
- 전경희 ... 아란 역

## 기타
- 조명: 박삼조
- 녹음: 유창국